# Вугільна компанія «Краснолиманська»
Державне підприємство «Вугільна компанія «Краснолиманська» знаходиться поблизу міста Родинське Покровського району Донецької області.
У складі компанії — шахта «Краснолиманська» і збагачувальна фабрика «Краснолиманська».

## Шахта «Краснолиманська»
Поле шахти «Краснолиманська» розміщується в Покровському районі Донецької області України.
Поблизу шахти «Краснолиманська» знаходяться шахти «Центральна», «Родинська» та імені О. Г. Стаханова. За 5 кілометрів на захід від шахти через місто Родинське проходить залізниця Лозова—Покровськ, з якою шахта з'єднана під'їзними коліями. З населеними пунктами, що оточують шахту, та містом Покровськ — асфальтованими автошляхами.
Основним джерелом водопостачання є Карловське водосховище. Електропостачання в районі забезпечує Курахівська ТЕС.
Шахта побудована за проектом інституту «Дніпродіпрошахт» і введена в експлуатацію у 1958 році з проєктною потужністю 1200 тисяч тон вугілля на рік. Після завершення робіт по реконструкції і введення в експлуатацію горизонту 545 метрів, проєктна потужність збільшена до 1,8 мільйона тон за рік. Пізніше встановлена виробнича потужність була збільшена до 2,1 мільйона тон за рік, максимальна фактично досягнута потужність — 3,37 мільйона тон станом на 2000 рік.
Розрахований термін служби шахти — до 2010 року, однак в зв'язку з тим, що шахта добувала в окремі роки 2,5 і більше мільйонів тон вугілля, основні запаси було вичерпано раніше. Для продовження терміну служби введено у відробку резервний блок (пласт m2
4) і готується до відробки заскидова частина, розкриття якої ще не закінчено. Шахта зберігає високий рівень добування за рахунок запасів, переданих їй від шахти імені О. Г. Стаханова.
Шахту віднесено до небезпечних за раптовими викидами вугілля і газу; небезпечна за вибуховістю вугільного пилу.
Розкриття шахтного поля зроблене п'ятьма вертикальними стволами і капітальними квершлаґами на горизонтах 210, 545 та 845 метрів. Максимальна глибина 875/954 метрів (1990/1999). Протяжність підземних виробок 80/108 кілометрів (1990/1999).
Відпрацьовуються пласти k5, l3, m2
4 потужністю 0,6—2,2 м з кутом падіння 6—12 °. Кількість очисних вибоїв 5/5, підготовчих 12/11 (1990/1999).
Очисні вибої оснащені механізованими комплексами МКД-90, МКДД; виїмка вугілля в лавах ведеться комбайнами РКУ-13, РКУ-10. Підготовчі виробки проводяться комбайнами 4ПП-2М, П-110, КСП-32. Транспорт шахти повністю конвеєризований. Основні транспортні виробки оснащені конвеєрами 2ЛУ-120, 2Л-100У, 1Л-100.

## Кількість працівників
|                          | 1990 | 1999  | 2003  |
| ------------------------ | ---- | ----- | ----- |
| На шахті                 | 3800 | 5200▲ | 5730▲ |
| В тому числі в підземних | 3200 | 4400▲ |       |